# Киевски зоопарк
Киевският зоопарк е природозащитна, изследователска, културна и образователна институция, изкуствено създаден обект от Природно-резерватния фонд на Украйна с национално значение, създаден през 1983 г. върху площ от 39,5 хектара.

## Основни задачи
- формиране и поддържане на колекции от животни;
- опазване и размножаване на животни в изкуствени условия, предимно застрашени и редки, включени в Червената книга на Украйна и международните червени списъци;
- изучаване, обобщаване и внедряване на местен и чужд опит в отглеждането на животни в плен;
- формиране, опазване и развитие на дендрарий;
- извършване на научноизследователска работа;
- провеждане на образователна и културна дейност в областта на екологията, опазването на природата, етологията, зоологията и животновъдството;
- осигуряване на различни форми на културен отдих на посетителите, създаване на подходящи условия за отдих на населението, като същевременно се поддържат благоприятни условия за отглеждане на животни.

## Животни
| Клас         | Видове | Екземпляри |
| ------------ | ------ | ---------- |
| Бозайници    | 72     | 252        |
| Птици        | 93     | 646        |
| Влечуги      | 55     | 202        |
| Земноводни   | 52     | 422        |
| Риби         | 47     | 626        |
| Безгръбначни | 50     | 862        |